# Асиміляція (культурна)
Культу́рна асиміля́ція (англ. cultural assimilation; від лат. assimilatio, «уподібнення») — процес прийняття певним народом або спільнотою культури (мови, цінностей, звичаїв) та самосвідомості (ідентичності) іншого народу або спільноти. Розчинення асимільованого народу або спільноти із народом або спільнотою, що проводить асиміляційну політику (зазвичай, є чисельнішим, посідає панівні позиції в державі тощо). Наслідок асиміляції — втрата первісної культури та самосвідомості. Асиміляція може бути природною (добровільною) або штучною (насильницькою), повною або частковою. Прикладами культурної асиміляції є романізація європейських народів античності; китаїзація степових народів середньовіччя; московщення східноєвропейських та сибірських народів нового часу тощо. Термін широко застосовується в етнографії, етнології, етнопсихології, соціології, культурології, соціальній психології та інших  дисциплінах.

## Поняття асиміляції
Поняття асиміляції вирізняється багатозначністю і синкретизмом. 

Розрізняють 
- природну (добровільну) та
- штучну (насильницьку),
- повну й часткову,
- соціальну й етнічну асиміляцію.

Природна асиміляція відбувається поступово в процесі етнічних контактів різнорідних груп населення шляхом передавання соціо- та етнокультурних традицій від однієї групи до другої.
Штучна асиміляція досягається шляхом цілеспрямованої державної асиміляторської політики, скерованої на руйнацію етносоціальних систем, зокрема шляхом колонізації, політичного диктату, економічної експансії, культурно-мовної та релігійної домінації, обмеження прав національних меншин, насильницьких депортацій, фізичного знищення інтелектуалів, створення наднаціональних квазіспільнот (радянський народ, арійська раса) тощо. 
Визначення «повна» та «часткова» асиміляція вживаються для означення рівня інтенсивності міжетнічних контактів, що розгортаються у напрямі асиміляції. 
Під соціальною асиміляцією здебільшого розуміють процес поступового засвоєння репрезентантами певної соціальної спільноти (групи, верстви, стану, страти та ін.) соціокультурних рис, норм, цінностей, соціально-психологічних мотивацій та моделей поведінки інших, переважно вищих у суспільній ієрархії, спільнот. 
Процес етнічної асиміляції найбільш інтенсивно й швидко здійснюється у суспільствах, де відбувається розсіювання іноземних мігрантів в однорідному суспільстві з міцними і сталими економічними, політичними й культурними зв’язками. Найповільніше етнічна асиміляція відбувається у суспільствахвах, де мігранти утворюють замкнені територіальні громади з власними інституціями й організаціями, що мають тривалі й розгалужені зв’язки з етнічною батьківщиною. 
Та етнічна спільнота, яка асимілюється за певних умов, тією чи іншою мірою впливає й на культуру асимілятора.

## В Україні
Українські землі з доби античності були тереном активних міжетнічних контактів, що приводили до асиміляції різних етнічних спільнот. 
За часів Київської Русі давньоруське населення поступово асимілювало частину кочових племен переважно тюркського походження, що осідали на південно-східних кордонах (печеніги, торки, половці, чорні клобуки та ін.). 
У польсько-литовську добу потужних асиміляційних впливів (полонізації) зазнали українські аристократичні верстви — князі та шляхта. 
Асиміляція вищих українських станів шляхом їхньої інкорпорації до імперських еліт відбувалася і в Російській (малоросійське дворянство) та Австрійській імперіях. 

У XIX — на початку XX століття царат проводив цілеспрямовану політику мовно-культурної асиміляції . Наслідком асиміляційних процесів стало формування комплексу меншовартості та провінційності, який в українській літературі й публіцистиці називається «зросійщення», «русифікація», «малоросійство». 

Асиміляційних впливів зазнало й українське населення у межах Польщі, Румунії та Угорщини. 
За радянської доби насильницька асиміляція українців та інших етнонаціональних спільнот у межах УРСР сягнула нечуваних масштабів і набула екстремістських форм — масові репресії та фізична ліквідація української інтелігенції та українських інституцій, тотальне впровадження російської мови та декоренізація, депортація народів, офіційний курс на штучну конвергенцію всіх національностей СРСР в єдину квазіспільноту — «радянський народ» тощо.

## У світі
- Американізація
- Германізація
- Іспанізація
- Китаїзація
- Полонізація
- Романізація (культурна)
- Русифікація
- Українізація
- Мадяризація
- Румунізація
- Білорусизація
- Отурчення